# 사사키 노리오 (테러리스트)

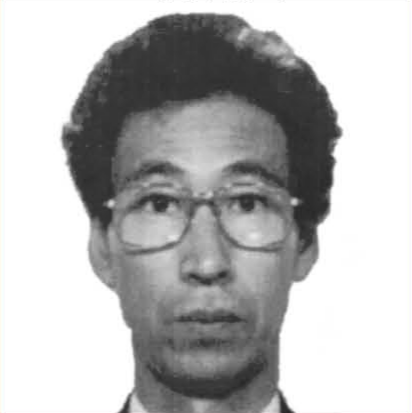

사사키 노리오(일본어: 佐々木 規夫, 1948년 8월 27일 ~ )는 일본의 신좌파 테러리스트다. 동아시아 반일무장전선 "늑대"부대, 일본적군에서 활동했다.
홋카이도 오타루시의 포목행상의 아들로 태어났다. 대학입시에 실패한 후 가업을 도와 상경. 형이 참여한 제3세계 혁명문학을 소개하는 “레볼루트사”에 관여하게 된다. 그 형의 증언에 따르면 1967년경부터 사이토 노도카와 알게 되었다. "조선혁명연구회"를 결성, 1960년대 후반부터 대한민국에 도항하면서 일본의 조선침략과 조선의 저항운동사를 공부했다.
1972년 사이토와 함께 아이누모시리를 여행하고 일본의 아이누 침략사를 공부했다.
1974년 다이도지 마사시로부터 "늑대"에 초대되었고, 이후 비공개 불법활동에 참여하여 부대의 일원으로서 연속기업폭파사건에 관여했다. 1975년 미쓰비시중공업 폭파사건 때는 예고전화를 걸었다. 1975년 6월 체포되지만 8월 일본적군이 쿠알라룸푸르 사건을 일으키면서 석방, 출국되어 일본적군에 합류했다. 이후 일본항공 472편 납치사건, 미쓰이물산 마닐라지점장 납치사건에도 관여한 것으로 알려졌다.
1987년 봄 무렵에 스페인 마드리드에서 도난당한 교토시의 한 회사원의 여권을 바탕으로 만든 위조여권을 가지고 필리핀 마닐라의 아파트에 잠복하면서 동남아시아와 유럽 수 개국에 출입하고 있던 것이 1988년 8월에 밝혀졌다. 1998년 오쿠다이라 쥰조와 함께 위조여권을 취득하기 위해 도쿄에 들어왔음이 일본 정부의 조사를 통해 밝혀졌으며, 현재도 국제수배 중이다. 2010년 4월 이후에 일본 정부가 게재한 수배 사진은 1998년 촬영된 것으로 대체되었다.